# Rubroboletus satanas
Rubroboletus satanas (Harald Othmar Lenz, 1831 ex Kuan Zhao & Zhu-Liang Yang, 2014), sin. Boletus satanas (Harald Othmar Lenz, 1831, din încrengătura Basidiomycota în familia Boletaceae și de genul Rubroboletus, cunoscut în popor sub numele buretele (hribul) dracului sau hrib (burete) țigănesc, este o specie de ciuperci otrăvitoare destul de răspândită. Acest burete coabitează, fiind un simbiont micoriza (formând micorize pe rădăcinile de arbori). El este răspândit de-a lungul zonei temperate în Europa, crește prin pășuni, tufișuri și în poienile din păduri de foioase, preferat pe soluri calcaroase. În România, Basarabia și Bucovina de Nord poate fi găsit adeseori în zonele mai călduroase ale Munții Carpaților din (mai) iunie până septembrie (octombrie).

## Taxonomie

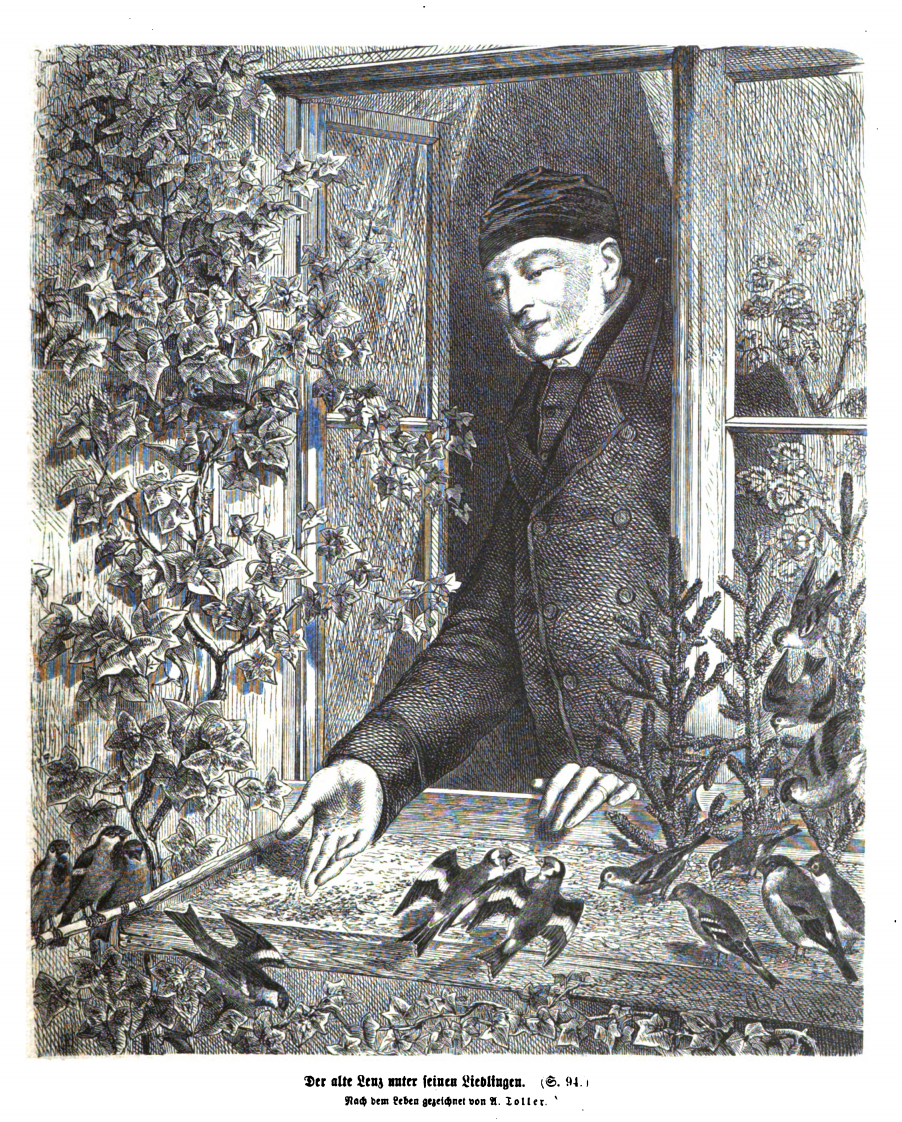
H. Lenz, 1868

Numele binomial a fost determinat de micologul german Harald Othmar Lenz (1798-1870) în cartea sa Die nützlichen und schädlichen Schwämme din 1831, care a fost numele curent până în 2015, fiind și listat sub acest taxon în cele mai multe cărți micologice actuale.
După ce micologii chinezi K. Zhao &  Z.L.Yang au descris genul nou Rubroboletus în 2014, au transferat și această specie la acest gen sub păstrarea epitetului. Acest taxon este numele curent valabil (2020).
Toate celelalte încercări de redenumire sunt acceptate sinonim, dar nu sunt folosite.  
Epitetul a fost creat de Lenz însuși. I-a dat numele sinistru al lui Satan, derivat din cuvântul grec (greacă σατανᾶς=dracul, satana), după ce a dormit în cameră împreună cu câțiva bureți ai speciei, simțindu-se rău în dimineața următoare și crezând, că emanațiile ciupercilor ar fi fost de vină.

## Descriere

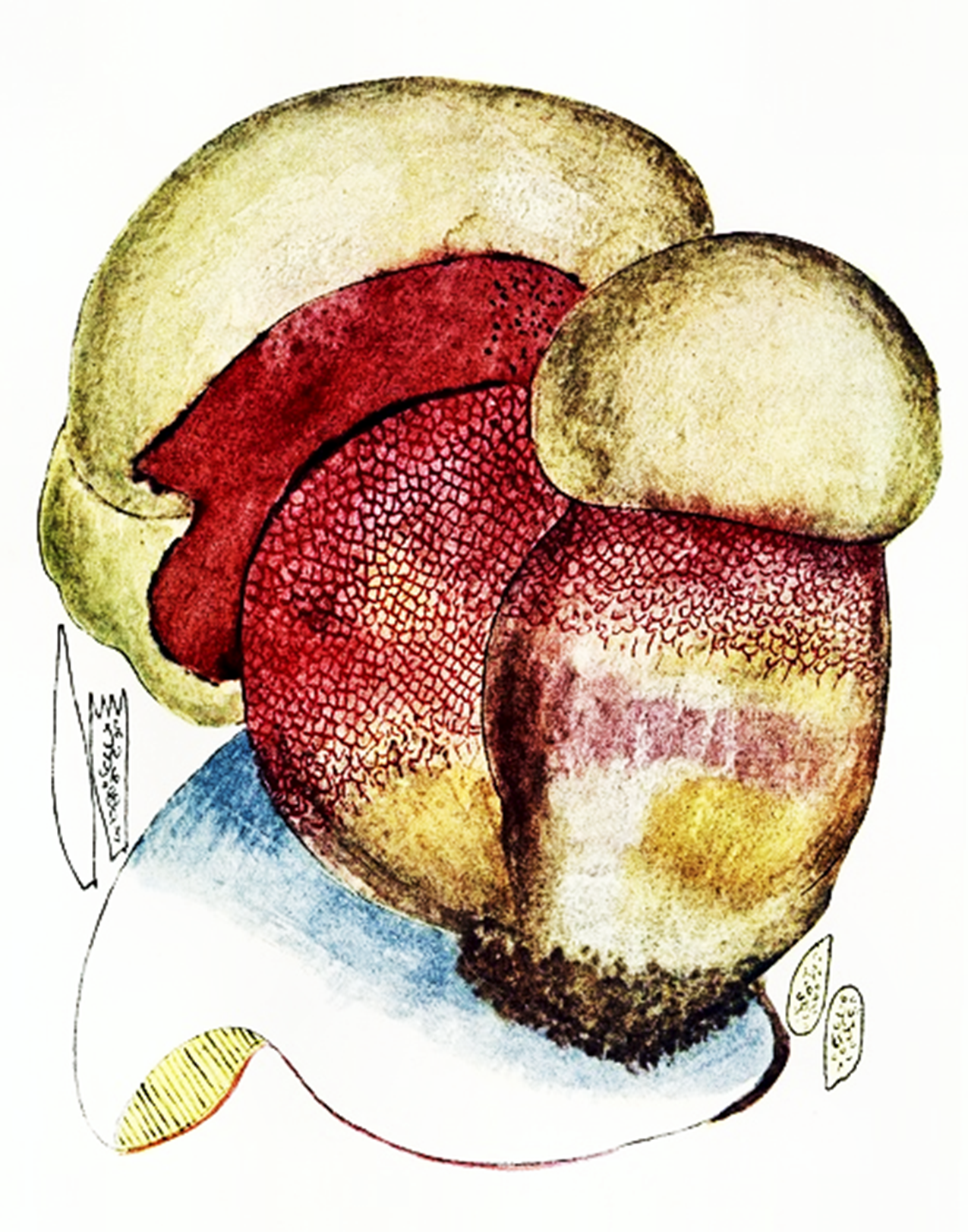
Bres.: Boletus satanas

- Pălăria: este compactă și poate avea o lățime de până la 25 cm. La început semisferică, ea se întinde apoi în formă de pernă, cu timpul devine neregulat îndoită. În tinerețe pălăria este alb-cenușie, la maturitate tinde mai mult spre ocru, adeseori și spre culoarea pielei cu note verzui. Cuticula este inițial acoperită fin fetru-păroasă, mai târziu netedă și în sfârșit adesea ușor unsuros-lipicioasă.
- Tuburile și porii: sporiferele au la început un colorit galben-pal, pentru a-și schimba culoarea în cele din urmă spre galben-verzui respectiv slab albastru-verde. Porii de la capătul tubulețelor sunt doar în tinerețe de culoare gălbuie, preluând foarte curând o nuanță din ce în ce mai roșiatică, devenind la maturitate deplină roșu puternic.
- Piciorul: are o lungime de 5 până la 12 cm  și o grosime de 4 până la 10 cm. El este deseori foarte bulbos și de obicei mai larg decât lung, tânăr aproape sferic, acoperit cu o grilă strânsă și hexagonală evident roșie pe fond galben.
- Carnea: este albicioasă, cu tonuri gălbuie până la ocru pal, decolorându-se tăiată sau după o leziune doar moderat verde-albăstrui, nu rar și roșiatic. Mirosul este în tinerețe slab, dar la maturitate sau după o depozitare prelungită, ca de carne stricată, gustul fiind plăcut.[6][11][12]
- Caracteristici microscopice: sporii de culoarea lutului sunt netezi, ovoidal alungiți, neamilozi (nu se decolorează cu reactivi de iod), având o mărime de 11-15 x 5-7 microni. Pulberea lor este brun-măslinie. Basidiile clavate cu 4 sterigme fiecare măsoară 35-45 x 10-12 microni. Prezintă cistide (elemente sterile situate în stratul himenal sau printre celulele din pielița pălăriei și a piciorului, probabil cu rol de excreție) fusiforme și apiculate în vârf de 40-60 x 7-15 microni.[13]
- Reacții chimice: Buretele se decolorează cu acid sulfuric ocru-gălbui, cu anilină încet brun-roșiatic, cu Hidroxid de amoniu galben-verzui, cu Hidroxid de potasiu pal roșiatic și cu sulfat de fier gri.[14]

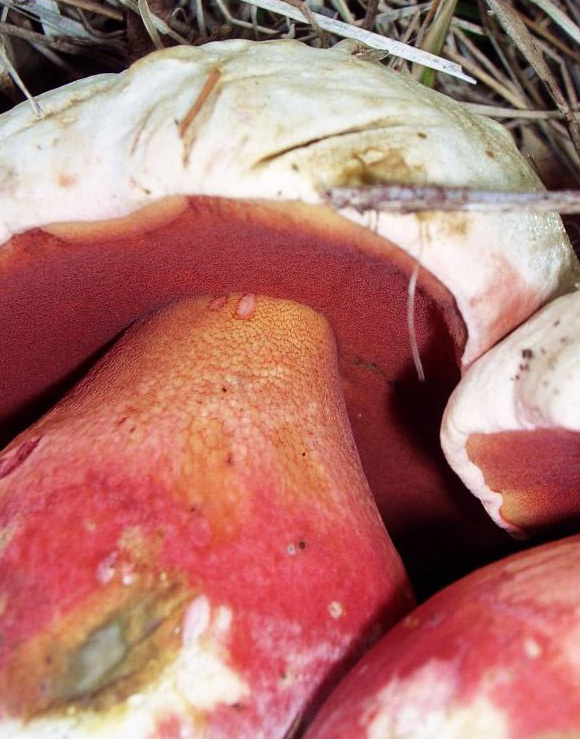
B. satanas matur: cuticulă, pori și picior
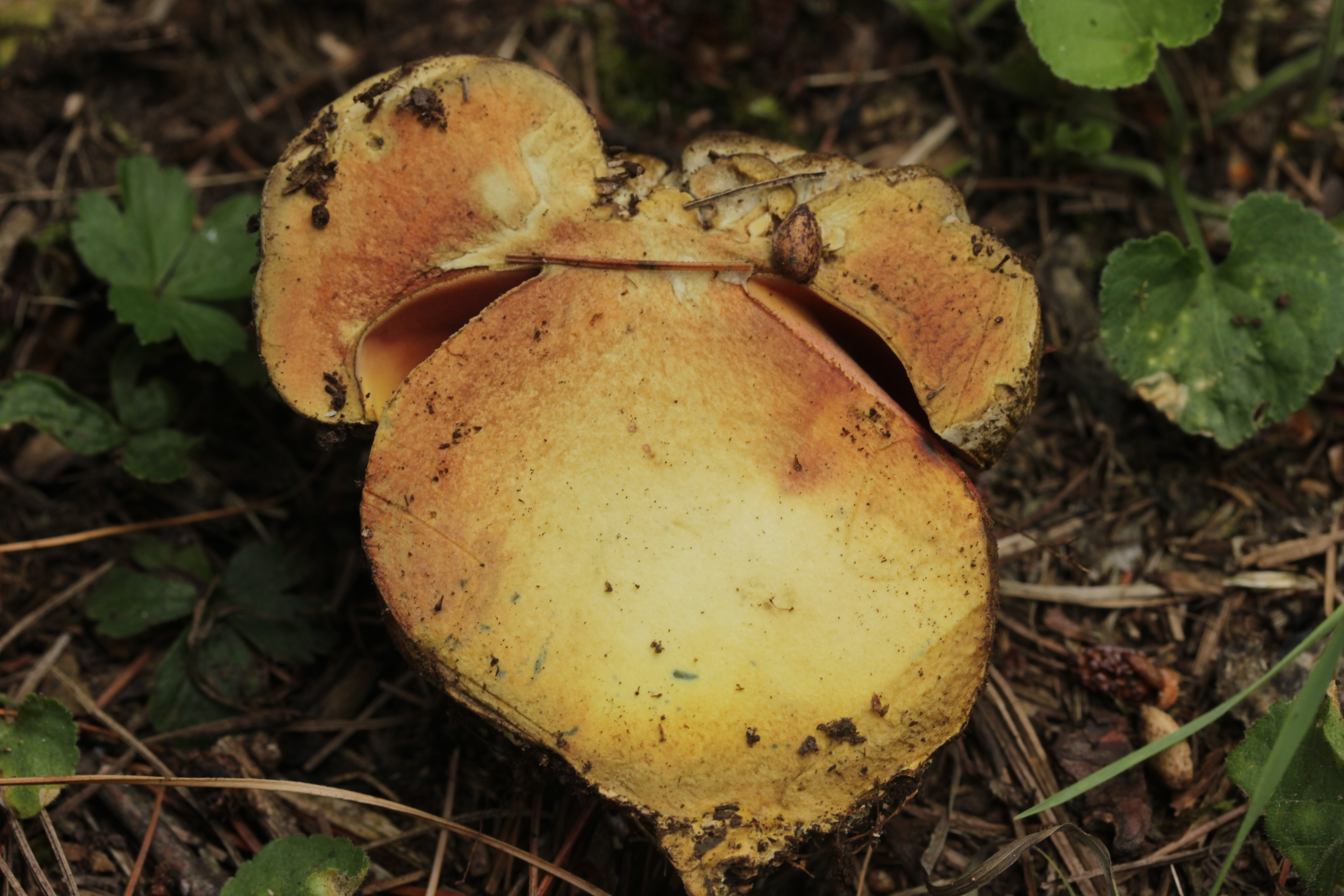
B. satanas, secțiune longitudinală
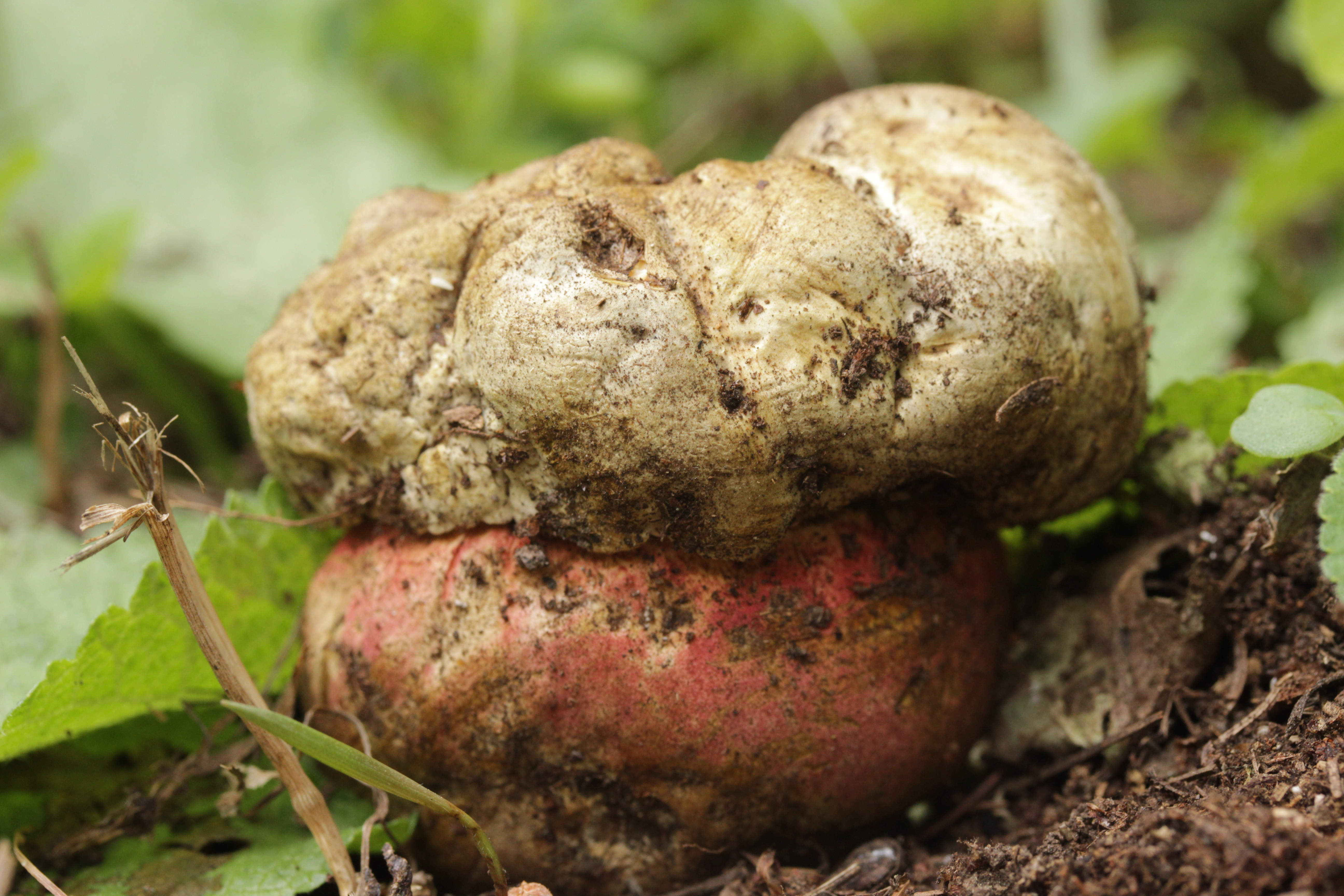
B. satanas tânăr
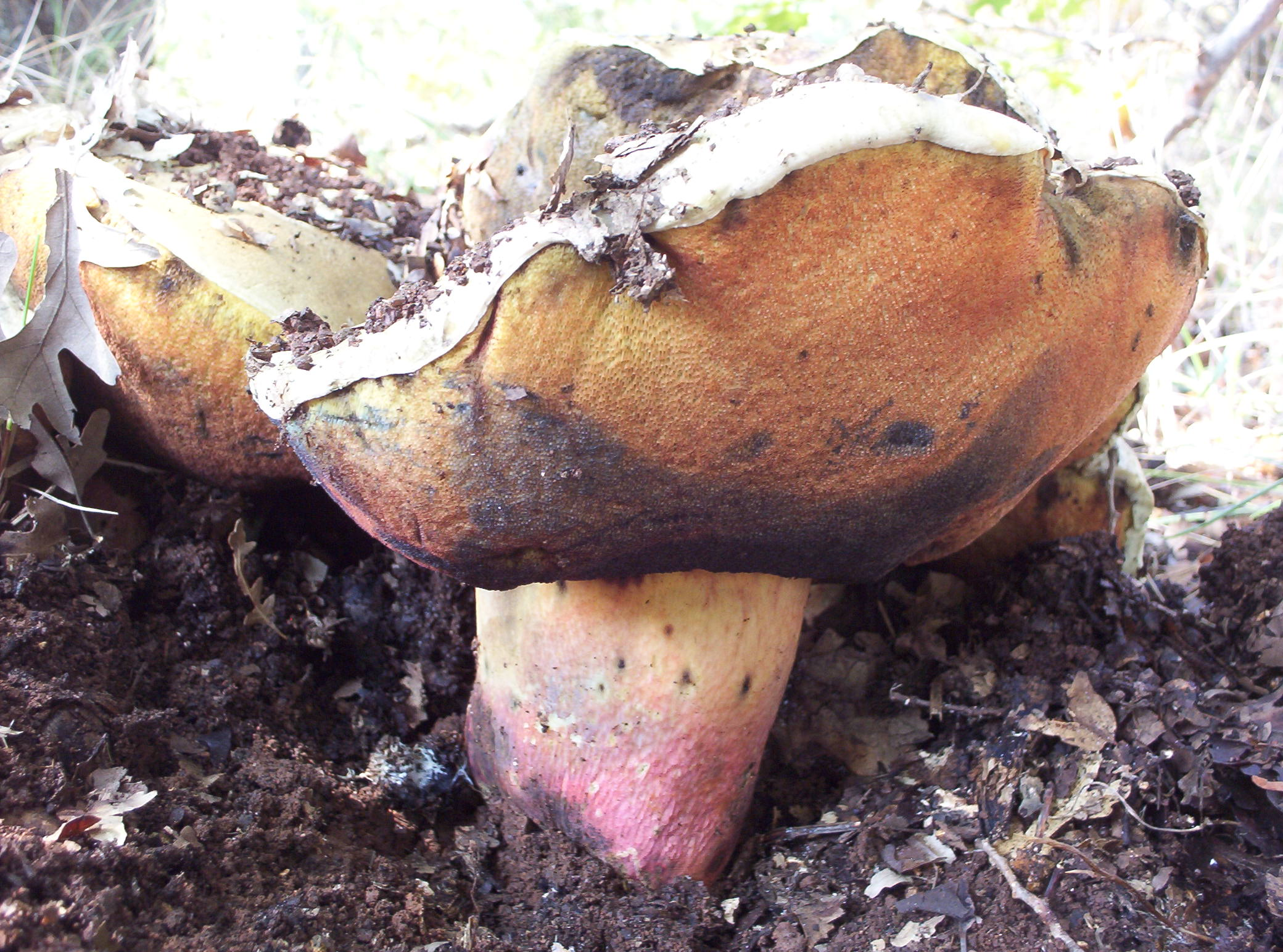
B. satanas bătrân

## Toxicitate

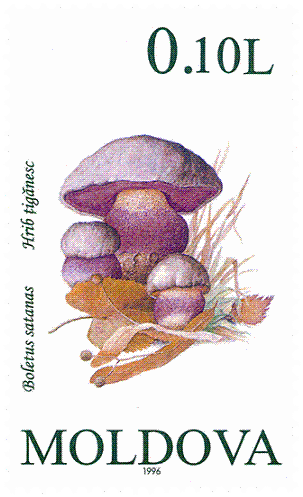
R. Moldova: Hrib țigănesc

O componentă toxică a fost descoperită deja de mult (1867): muscarina. Dar cantitățile au fost considerate a fi mult prea mici pentru mulțimea efectelor toxice ale ciupercii. Între timp (1990) a fost izolată o altă componentă mult mai eficientă. Este vorba de glicoproteina bolesatine.
Buretele dracului este foarte otrăvitor, nu numai atunci când este consumat crud, ci de asemenea fiert. Simptomele predominante sunt de natură gastrointestinală care includ greață severă, vărsături violente care pot dura până la șase ore precum și diaree sângeroasă gravă. Din cauza împovărării puternice a organismului, otrăvirea poate să se termine letal pentru copii mici, oameni în vârstă și bolnavi. Un medic ar trebui să fie convocat imediat la primele semne suspecte ale unei astfel de intoxicații.

## Bureți similari
Există mai multe ciuperci asemănătoare cu hribul dracului. Unele sunt de asemenea otrăvitoare sau necomestibile, altele sunt savuroase. Câteva exemple:
- Bureți otrăvitori sau de valoare necunoscută: Boletus luteocupreus sin. Imperator luteocupreus,[17] Boletus splendidus ssp. moseri,[18] Rubroboletus eastwoodiae (otrăvitor, asemănător în aspect cu buretele dracului, încă nu găsit în Europa),[19], Rubroboletus legaliae sin. Boletus legaliae, Boletus satanoides, ( foarte similar, suspect, crud mereu foarte toxic),[20] Rubroboletus lupinus (otrăvitor),[21] Rubroboletus purpureus (otrăvitor, gust tare neplăcut),[22] Rubroboletus rhodoxanthus (crud foarte toxic, bine fiert probabil comestibil, de calitate mediocră, ușor de confundat cu buretele dracului, comestibilitatea fiind discutată, de aceea indicat aici necomestibil),[23] Rubroboletus rubrosanguineus (poate otrăvitor).[24]
- Bureți necomestibili: Boletus calopus (foarte amar),[25] Boletus permagnificus.[26]
- Bureți comestibili: Boletus erythropus sin. Boletus luridiformis (foarte gustos),[27] Boletus luridus (foarte gustos),[28] Boletus pulverulentus (de calitate mediocră),[29] Rubroboletus dupainii (comestibil).[30]

## Imagini de bureți similari

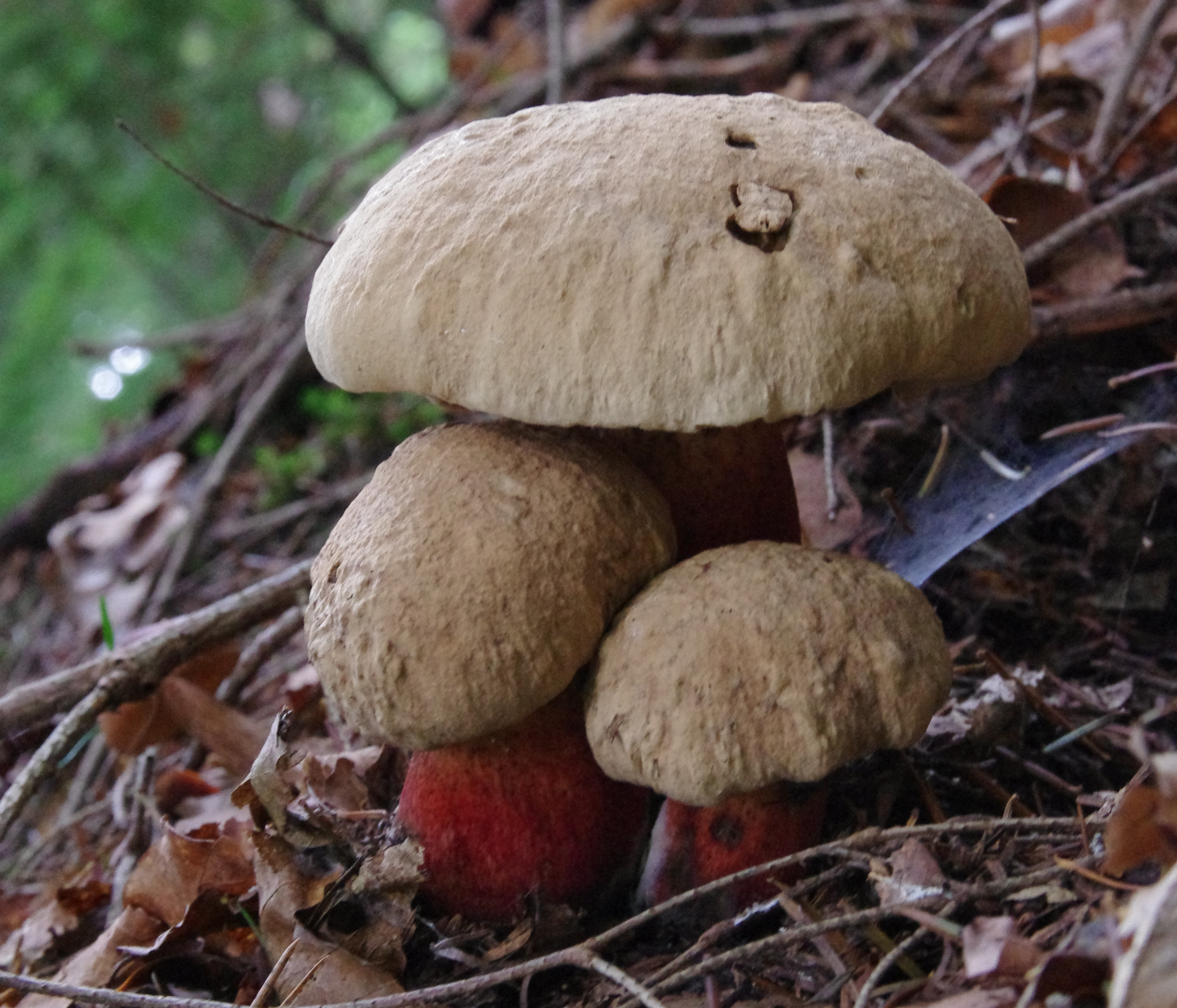
!Boletus calopus!
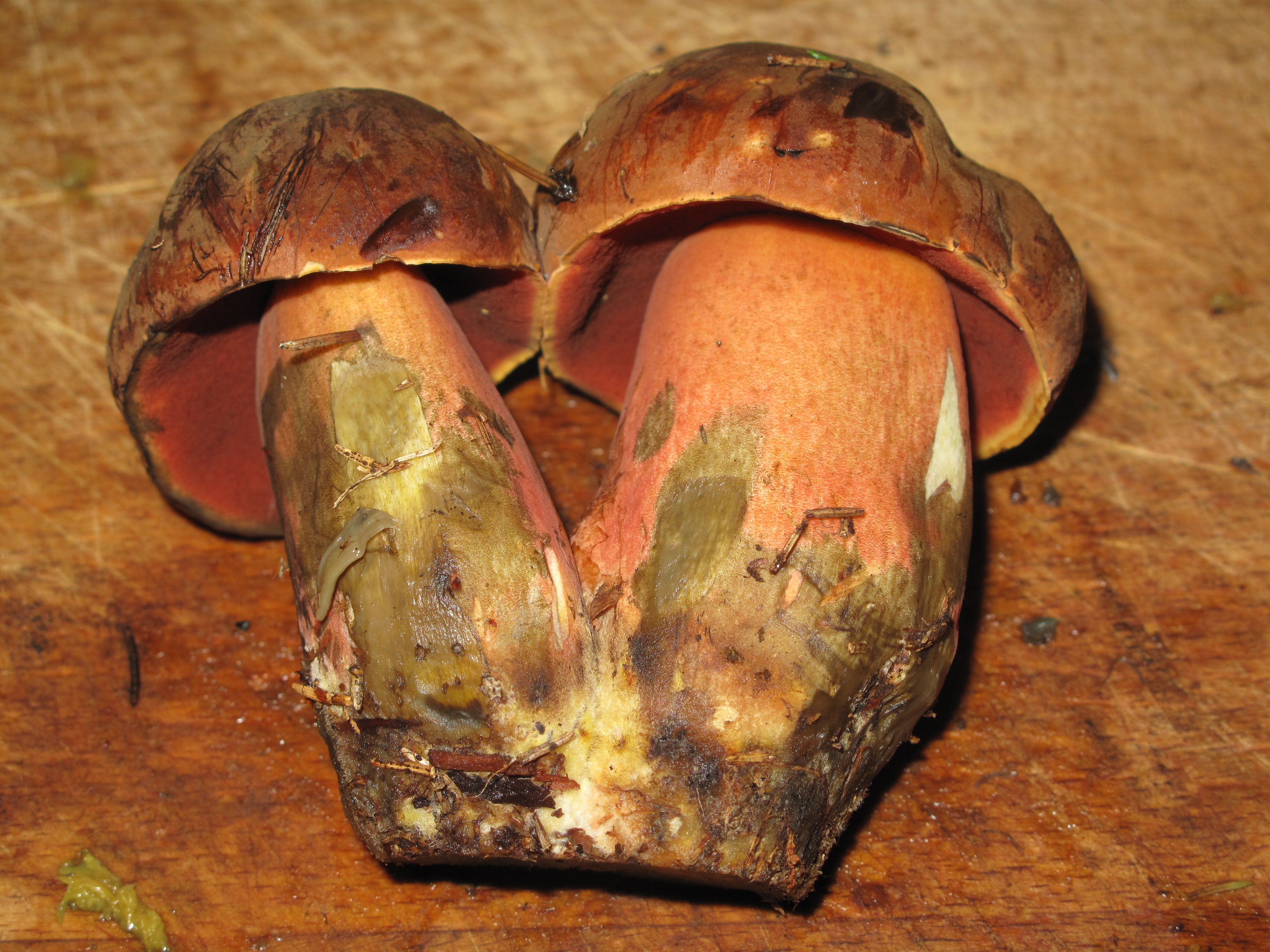
Boletus erythropus
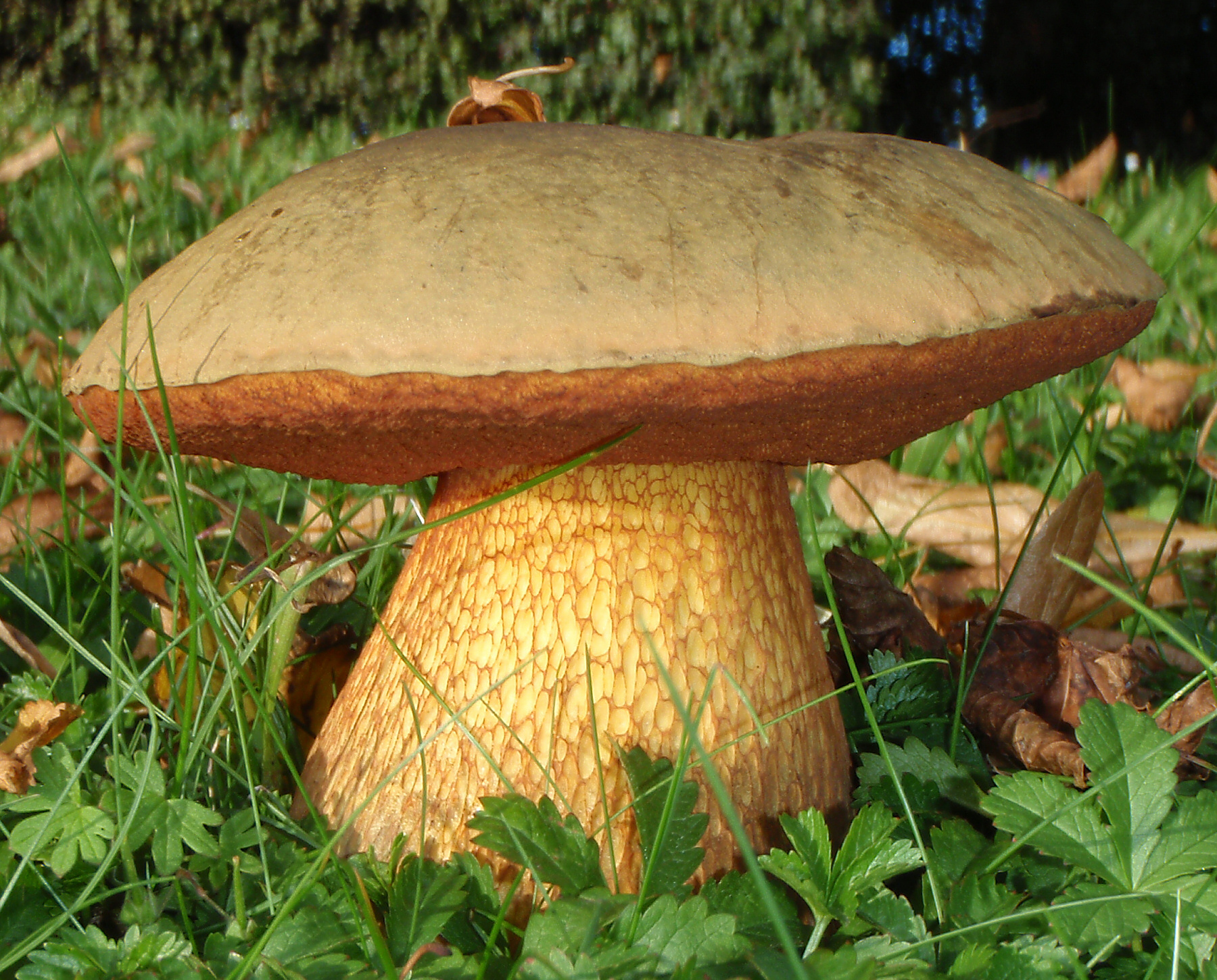
Boletus luridus
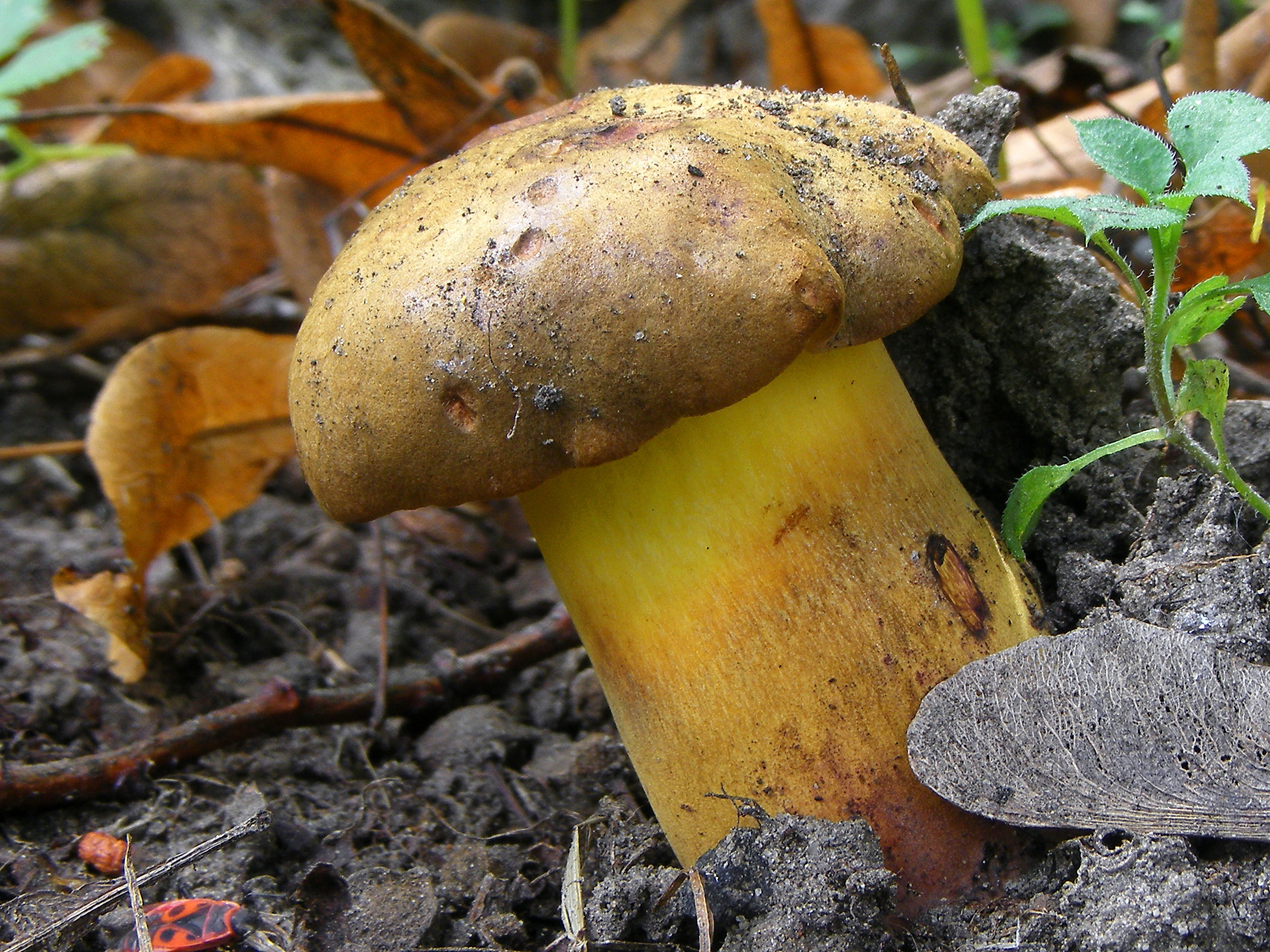
!Boletus pulverulentus!
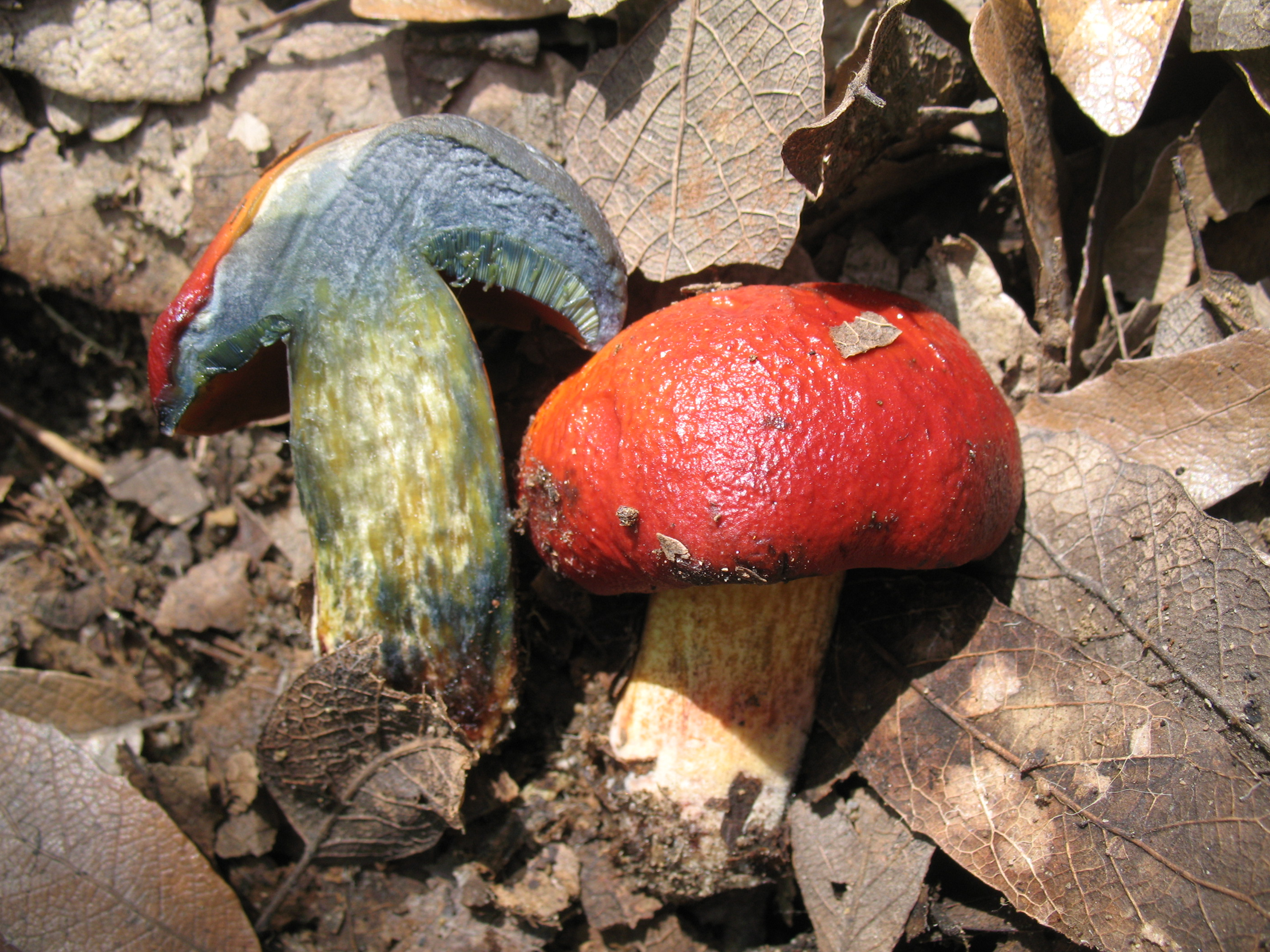
Rubroboletus dupainii
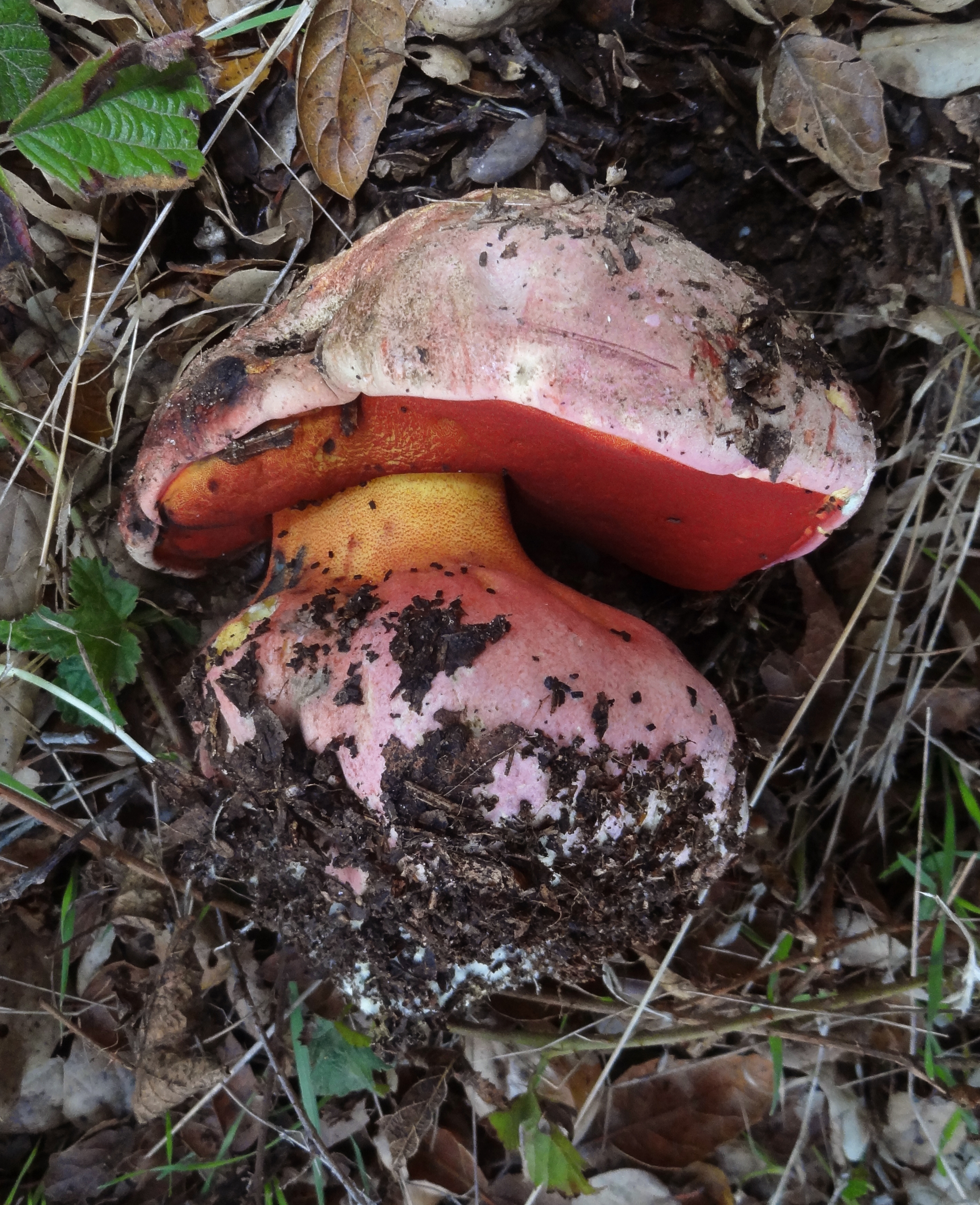
!!Rubroboletus eastwoodiae!!
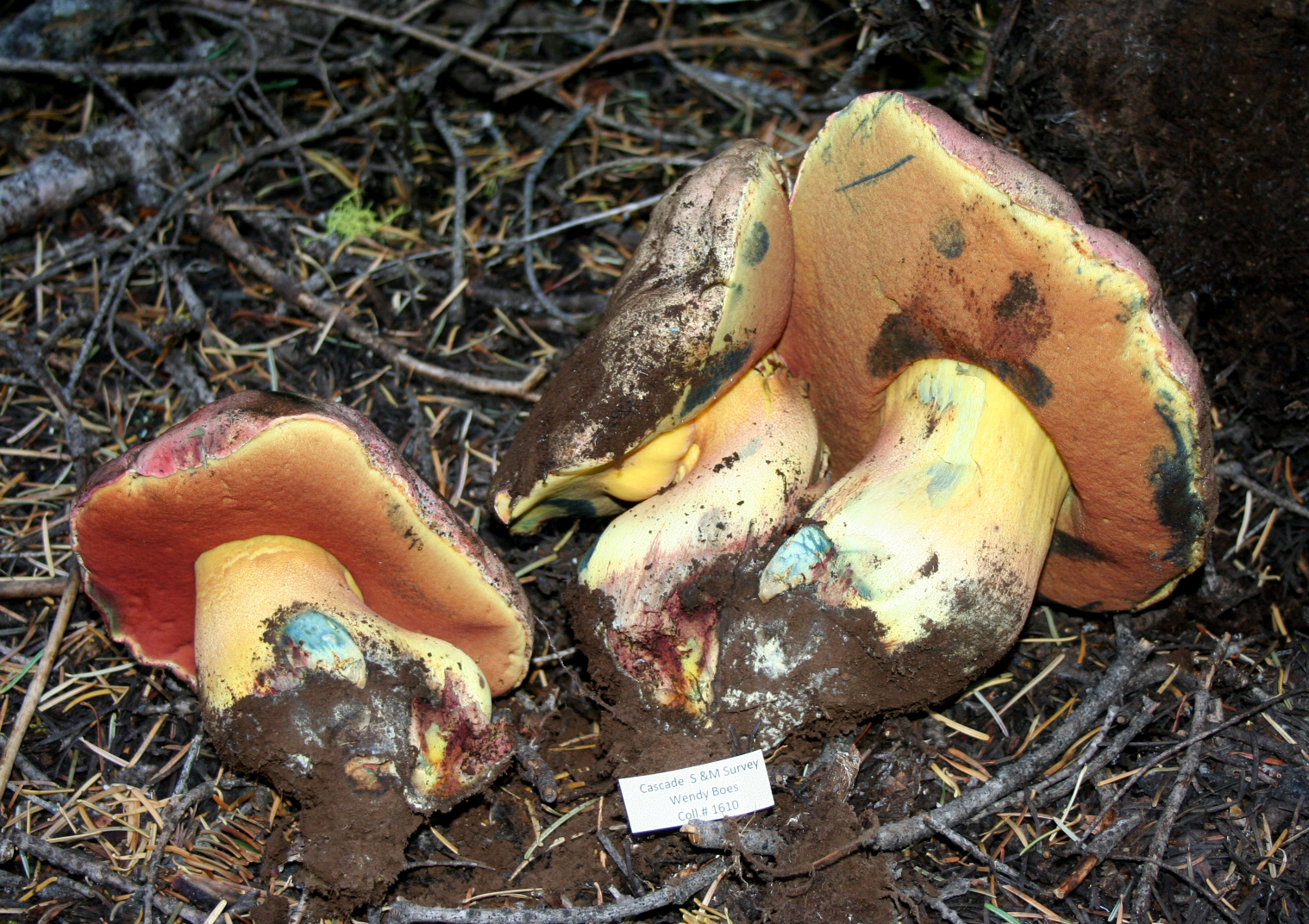
!!Rubroboletus haematinus!!

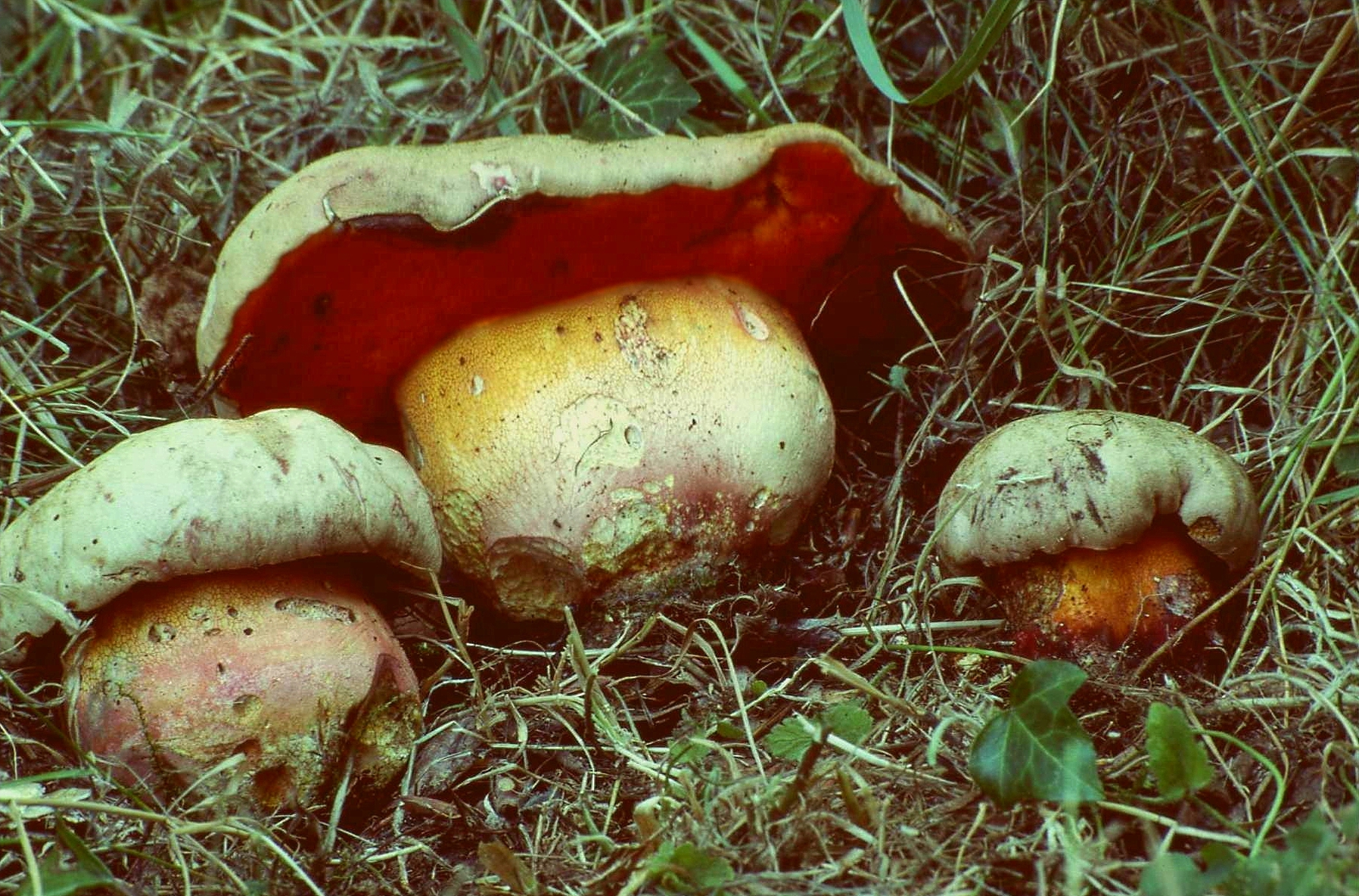
!!Rubroboletus legaliae sin. Boletus satanoides!!
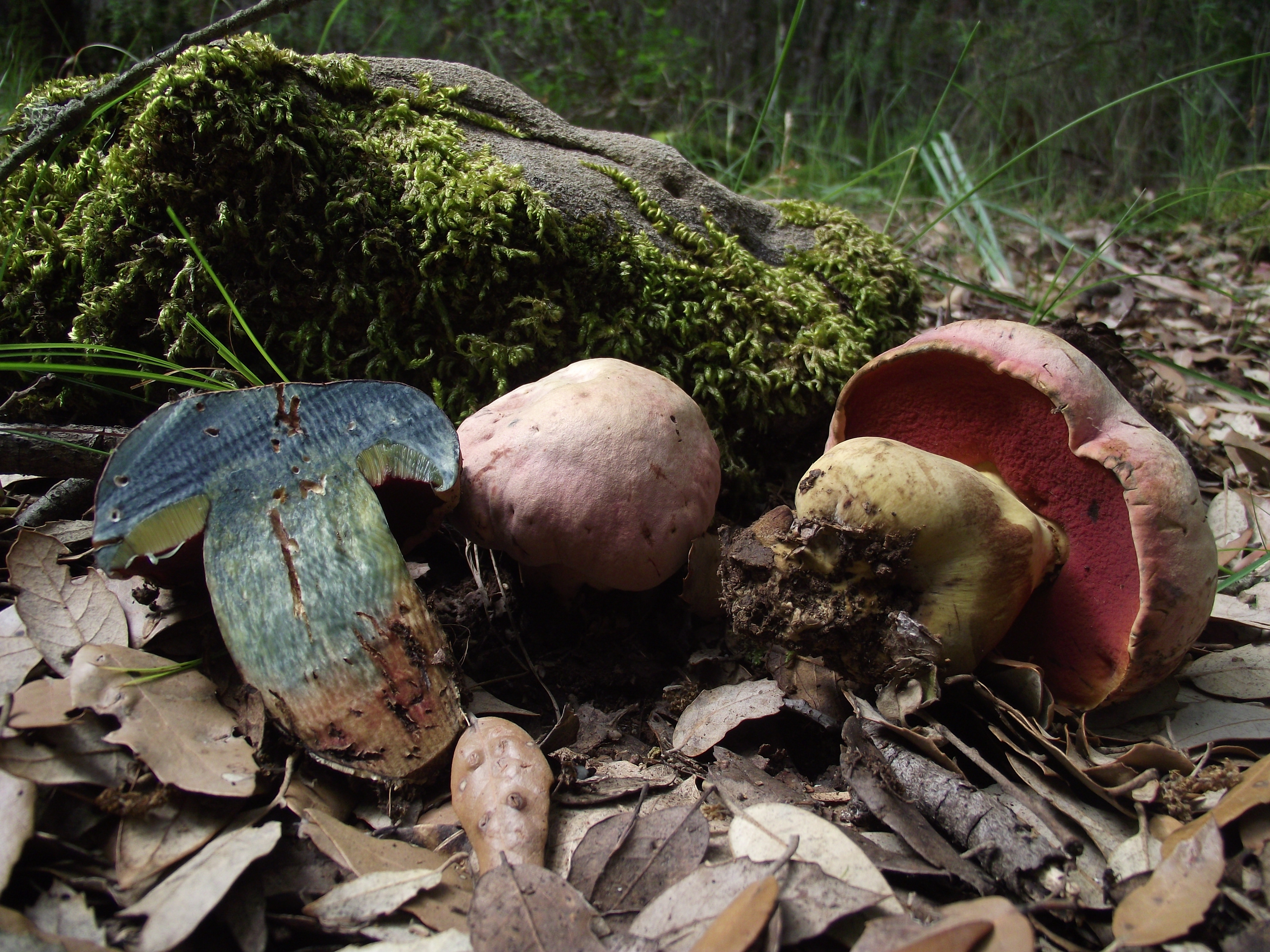
!!Rubroboletus lupinus!!
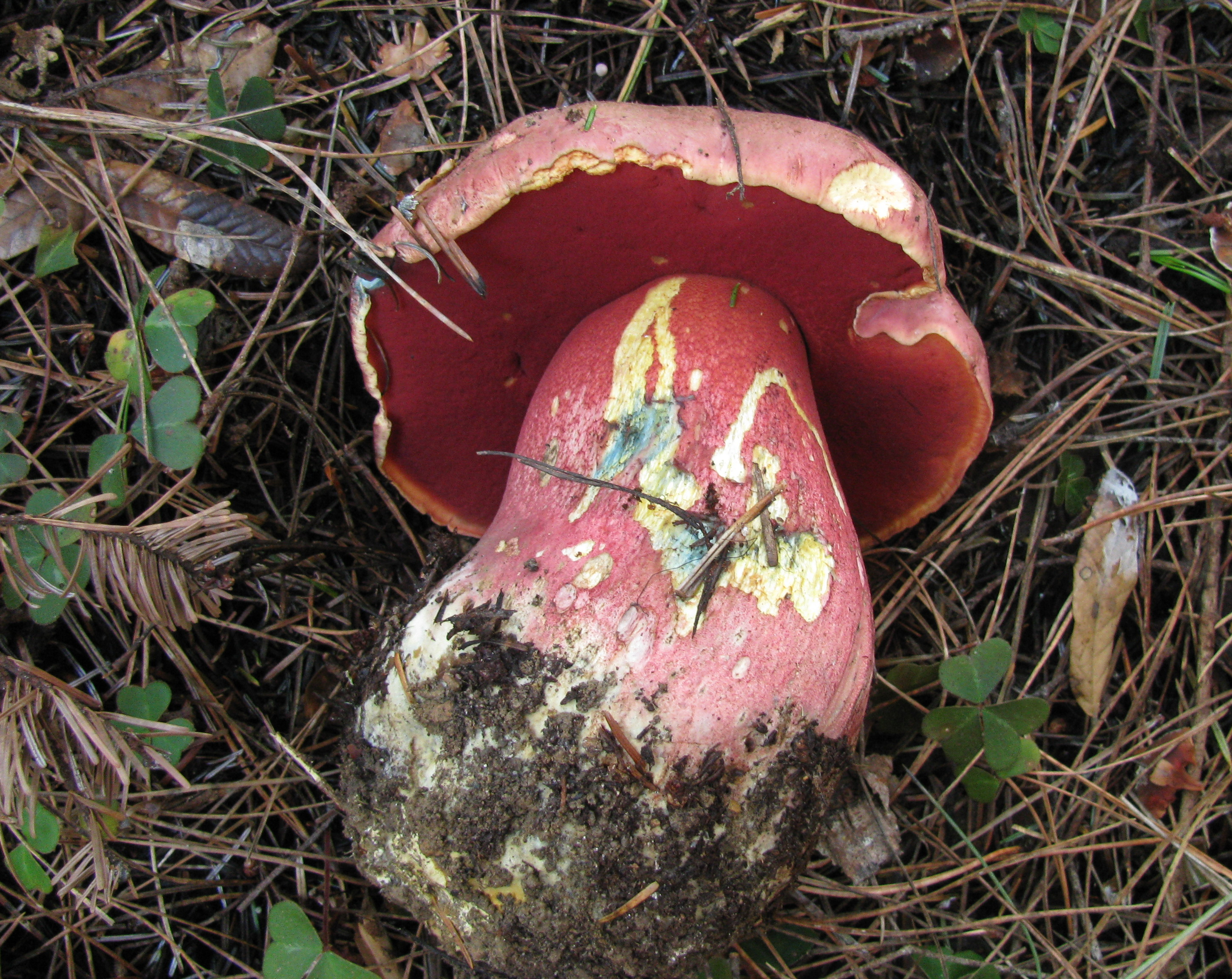
!!Rubroboletus pulcherrimus!!
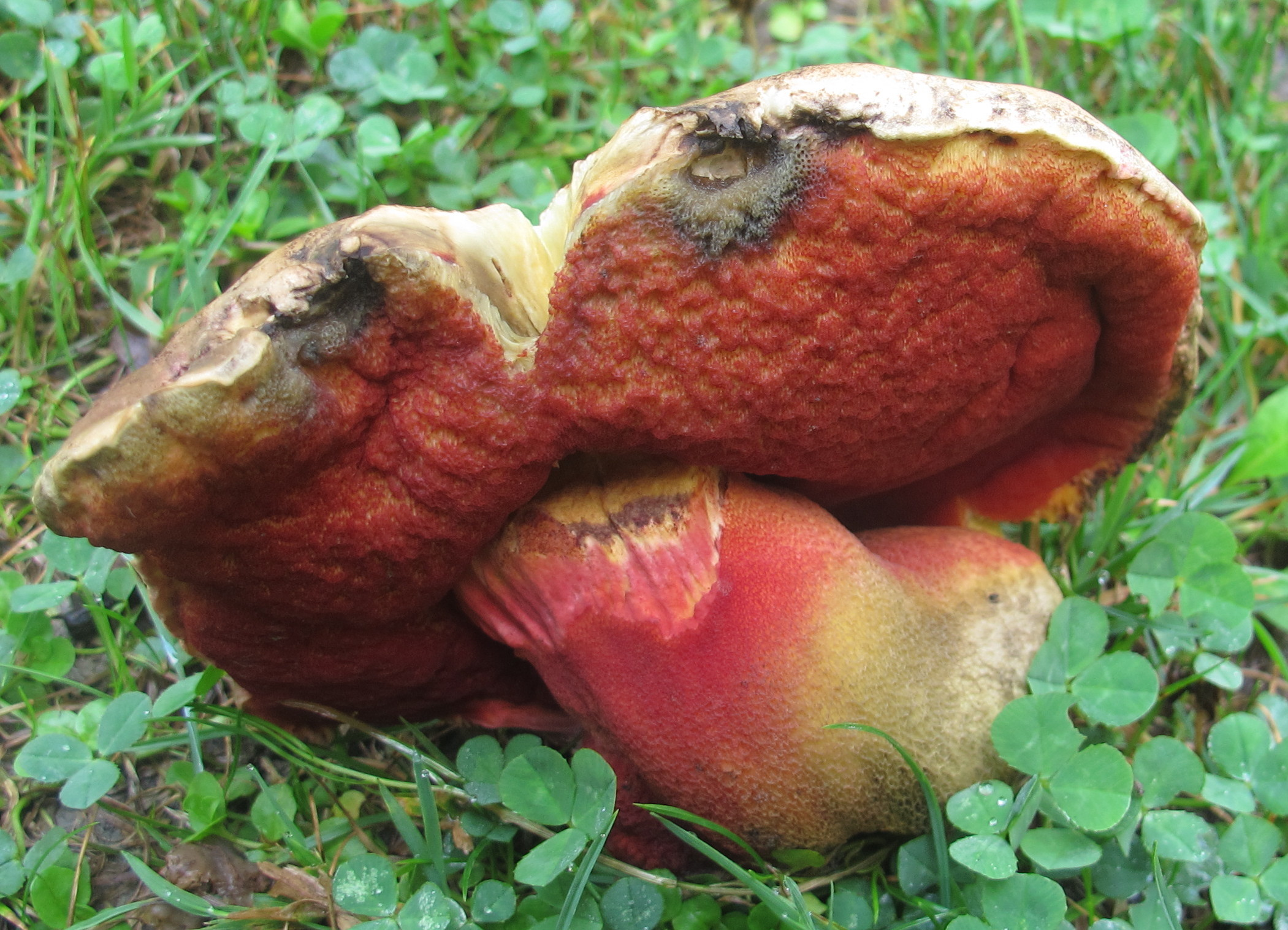
!!Rubroboletus rhodosanguineus!!
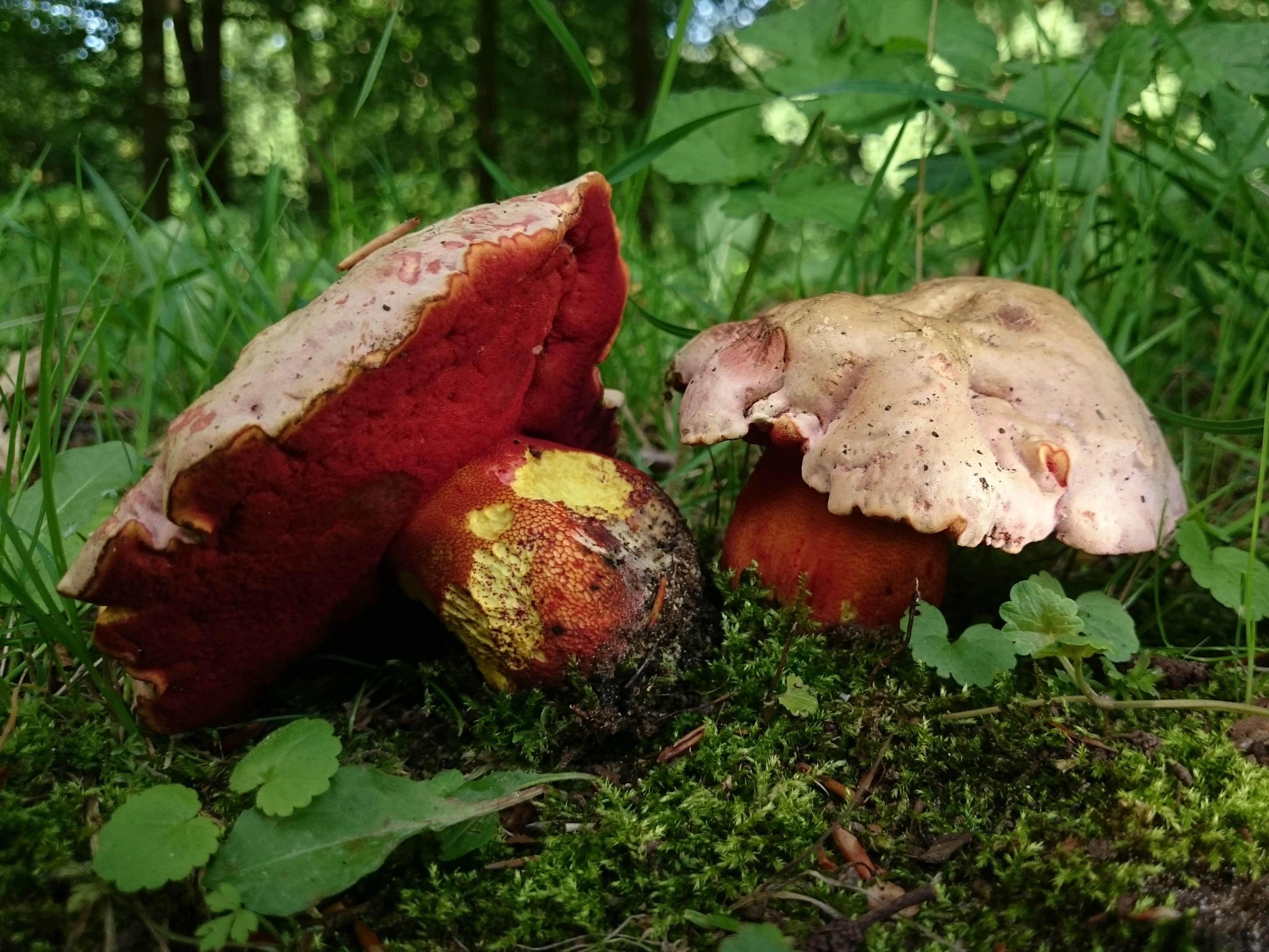
!Rubroboletus rhodoxanthus!
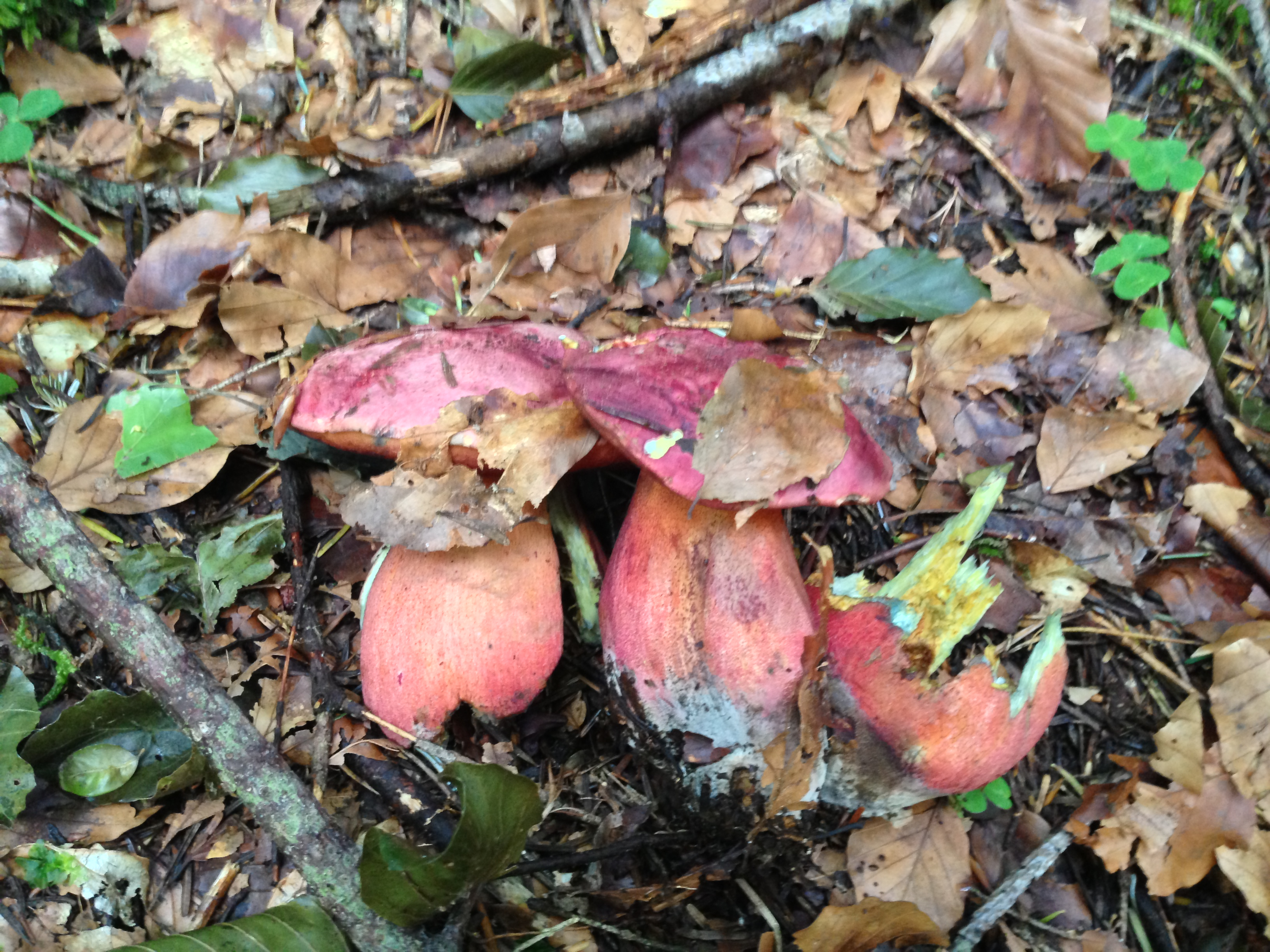
!!Rubroboletus rubrosanguineus!!